# Vesna Doloncová
Vesna Doloncová, rodným jménem Vesna Ratkovna Manasijevová (rusky: Весна Ратковна Долонц; narozená 21. července 1989 Moskva) je rusko-srbská profesionální tenistka, která do sezóny 2012 reprezentovala Rusko a následně začala nastupovat za Srbsko. Narodila se do rodiny srbského otce a ruské matky. Ve své dosavadní kariéře na okruhu WTA Tour nevyhrála žádný turnaj. V rámci okruhu ITF získala do června 2013 dva tituly ve dvouhře a pět ve čtyřhře.
Na žebříčku WTA byla nejvýše ve dvouhře klasifikována v červenci 2011 na  86. místě a ve čtyřhře pak v květnu 2013 na 93. místě. Trénuje ji Martin Böhm.
V srbském fedcupovém týmu debutovala v roce 2013 únorovým čtvrtfinále Světové skupiny proti Slovensku, v němž vyhrála dvouhru nad Cibulkovou po skreči Slovenky, která vedla 6–4 a 5–4. Druhý singl proti Hantuchové prohrála a závěrečnou čtyřhru v páru s Krunićovou vyhrály bez boje. Do roku 2014 v soutěži nastoupila ke dvěma mezistátním utkáním s bilancí 1–1 ve dvouhře a 0–1 ve čtyřhře. Za fedcupové družstvo Ruska neodehrála žádný zápas.
Dne 1. října 2010 se vdala za Arsena Dolonce a přijala jeho příjmení.

## Finálové účasti na turnajích WTA Tour
| Legenda                           |
| --------------------------------- |
| D – dvouhra; Č – čtyřhra          |
| Grand Slam (0)                    |
| WTA Tour Championships (0)        |
| Premier Mandatory & Premier 5 (0) |
| Premier (0)                       |
| International (0–1 Č)             |

### Čtyřhra: 1 (0–1)

#### Finalistka
| Č. | Datum         | Turnaj  | Povrch | Spoluhráčka        | Vítězky                        | Výsledek |
| -- | ------------- | ------- | ------ | ------------------ | ------------------------------ | -------- |
| 1. | 15. září 2012 | Taškent | tvrdý  | Anna Čakvetadzeová | Paula Kaniová Polina Pechovová | 2–6skreč |

## Finálové účasti na turnajích okruhu ITF
| Legenda okruhu ITF   |
| $100 000 tournaments |
| $75 000 tournaments  |
| $50 000 tournaments  |
| $25 000 tournaments  |
| $10 000 tournaments  |

### Dvouhra: 9 (2–7)
| Stav       | Č. | Datum             | Turnaj         | Povrch  | Soupeřka ve finále   | Výsledek           |
| ---------- | -- | ----------------- | -------------- | ------- | -------------------- | ------------------ |
| Finalistka | 1. | 28. května 2006   | Kyjev          | antuka  | Veronika Kapšajová   | 2–6, 6–0, 5–7      |
| Finalistka | 2. | 12. září 2007     | Charkov        | tvrdý   | Aljona Bondarenková  | 1–6, 1–6           |
| Finalistka | 3. | 24. února 2008    | Capriolo       | koberec | Anne Keothavongová   | 1–6, 6–2, 3–6      |
| Vítězka    | 4. | 1. listopadu 2008 | Nantes         | tvrdý   | Stefanie Vögeleová   | 6–3, 6–2           |
| Finalistka | 5. | 8. února 2009     | Belfort        | koberec | Lucie Hradecká       | 3–6, 2–6           |
| Finalistka | 6. | 29. března 2009   | Moskva         | tvrdý   | Vitalija Ďjačenková  | 6–2, 3–6, 1–4skreč |
| Finalistka | 7. | 11. července 2009 | A Coruña       | tvrdý   | Neuza Silvaová       | 3–6, 1–6           |
| Finalistka | 8. | 11. září 2010     | Joué-lès-Tours | tvrdý   | Alison Riskeová      | 5–7, 6–4, 6–4      |
| Vítězka    | 9. | 21. července 2012 | Doněck         | tvrdý   | Maria João Köhlerová | 6–2, 6–3           |

### Čtyřhra: 11 (3–8)

#### Vítězka
| Stav       | Č.  | Datum              | Turnaj        | Povrch    | Spoluhráčka                  | Soupeřky ve finále                                    | Výsledek         |
| Finalistka | 1.  | 2. října 2005      | Podgorica     | antuka    | Neda Kozićová                | Ani Mijačiková Dijana Stojicsová                      | 6–1, 3–6, 4–6    |
| Finalistka | 2.  | 11. května 2007    | Monzón        | tvrdý     | Irina Kurjanovičová          | Estrella Cabezaová-Candelaová María Emilia Salerniová | 2–6, 1–6         |
| Vítězka    | 3.  | 25. srpna 2007     | Moskva        | antuka    | Marija Kondratěvová          | Nina Bračikovová Sophie Lefèvreová                    | 6–2, 6–1         |
| Finalistka | 4.  | 10. listopadu 2007 | Minsk         | Hard      | Jekatěrina Ivanovová         | Alla Kudrjavcevová Anastasija Pavljučenkovová         | 0–6, 2–6         |
| Vítězka    | 5.  | 10. dubna 2009     | Monzón        | tvrdý     | Yi Chen                      | Alberta Briantiová Margalita Čachnašviliová           | 2–6, 6–4, [10–8] |
| Finalistka | 6.  | 11. července 2009  | A Coruña      | tvrdý     | Xenia Milevská               | María Irigoyenová Florencia Molinerová                | 2–6, 4–6         |
| Finalistka | 7.  | 14. listopadu 2009 | Minsk         | tvrdý     | Jevgenija Rodinová           | Ludmila Kičenoková Naděžda Kičenoková                 | 3–6, 6–7(7)      |
| Finalistka | 8.  | 25. září 2010      | Shrewsbury    | tvrdý     | Claire Feuersteinová         | Vitalija Ďjačenková Irena Pavlovicová                 | 4–6, 6–4, [6–10] |
| Finalistka | 9.  | 2. července 2011   | Cuneo         | antuka    | Eva Birnerová                | Mandy Minellaová Stefanie Vögeleová                   | 3–6, 2–6         |
| Finalistka | 10. | 6. února 2012      | Midland       | tvrdý (h) | Stéphanie Foretzová Gaconová | Andrea Hlaváčková Lucie Hradecká                      | 6(4)–7, 2–6      |
| Vítězka    | 11. | 14. května 2012    | Saint-Gaudens | antuka    | Irina Chromačovová           | Naomi Broadyová Julia Glušková                        | 6–2, 6–0         |